# Meryem
Meryem é uma telenovela turca produzida por TMC e exibida pelo Kanal D, dirigida por Mustafa Şevki Doğan, cujos papéis principais são de Furkan Andıç, Ayça Ayşin Turan e Cemal Toktaş. Foi exibido em Angola (às 19h) e Moçambique (às 20h) pela Zap Novelas entre 10 de julho a 12 de novembro de 2018, substituindo Cair em Tentação e sendo substituída por A Mãe do Campeão.

## Enredo
Meryem, personagem-título da história, é personificada pela atriz Ayça Ayşin Turan, que atua ao lado dos galãs Furkan Andıç e Cemal Toktaş em um drama denso, que tem início quando em uma noite chuvosa a vida de três pessoas toma rumos inesperados.
Tudo começa quando Meryem e seu namorado Oktay (Cemal Toktaş), que dirige o carro, colide com algo em meio a pista. No entanto, ele esconde o fato de que atropelou uma mulher e, ao invés disso, diz a Meryem que acertou apenas um barril vazio. Ela é uma jovem inocente à espera de seu casamento com Oktay, que lhe prometeu se casar assim que se tornasse promotor.
Após o acidente de carro, já durante o interrogatório, Meryem tenta proteger Oktay, que dirigia embriagado naquela noite, e mente aos oficiais dizendo que era ela a pessoa que estava ao volante, acreditando que ninguém havia sido prejudicado e com a única intenção de proteger o homem de sua vida e sua carreira promissora, mas, o que ela não percebe é que com essa mentira acaba por mudar sua vida para sempre, transformando-se em criminosa.
Savashi (Furkan Andıç), que perdeu sua noiva logo depois de ter recebido o sim à sua proposta de casamento, não consegue se recuperar, e decide descobrir a verdade por trás do suposto acidente causado por Meryem. Cego pela vingança, vai à sua procura, acreditando erroneamente que ela é a assassina.
Enquanto ele a tortura e vira sua vida de cabeça para baixo, a realidade vem à tona depois de uma série de eventos. Meryem descobre que foi enganada pelo homem por quem ela sacrificou sua vida e que foi abandonada. A história evolui para uma direção completamente diferente quando Savashi e Meryem se unem e começam a encontrar as peças que faltam neste quebra-cabeça e o amor floresce quando menos se espera contra todas as probabilidades.

## Elenco
- Furkan Andic como Savas
- Ayca Aysin Turan como Meryem
- Cemal Toktas como Oktay
- Acelya Topaloglu como Derin
- Bestemsu Ozdemir como Beliz
- Ugur Cavusoglu como Yurdal
- Serenay Aktas como Burcu
- Kenan Acar como Guclu
- Sema Ozturk como Tulin
- Ayten Uncuoglu como Nurten
- Melhor Kanar como Naz Sargun
- Ugur Demirpehlivan como Gulumser
- Necmi Yapici como Ertan Komser
- Gulden Avsaroglu como Selma
- Tekin Temel como Turan
- Efsane Odag como Zelis
- Yildirim Beyazit como Orhan
- Sonat Dursun como Riza
- Aydan Kaya como Elif
- Mutlu Guney como Arif Akca